# Jean Chérioux
Pour les articles homonymes, voir Chérioux.
Jean Chérioux, né le 16 février 1928 à Paris et mort le 25 avril 2016 dans la même ville, est un homme politique français.

## Biographie
Il est le petit-fils d'Adolphe Chérioux. Comme ce dernier, il s'engage dans la vie politique du 15e arrondissement de Paris. Il préside le conseil municipal de Paris en 1971. En 1977, avec d'autres élus gaullistes, Jacques Marette et Nicole de Hauteclocque, il facilite l'arrivée et l'élection de Jacques Chirac à la mairie de Paris. Plus tard, il aide également Édouard Balladur à s'implanter électoralement dans l'arrondissement.
Il est sénateur de Paris entre 1977 et 2004, son activité parlementaire s'orientant en particulier sur la défense des personnes handicapées.
Il a créé en 1969, grâce aux bonnes volontés des parents et élus de l'arrondissement, La Protection sociale de Vaugirard, association qui gère des foyers d'hébergement, foyers de vie, Institut médico-éducatif, Centre d'activités de jour et ESAT (anciennement CAT) pour personnes handicapées, déficientes mentales à Paris et dans les Hauts-de-Seine.
Catholique, il a fondé le groupe d'amitié France – Saint-Siège au Sénat et s'est engagé contre les risques de dérives des premières lois bioéthiques.

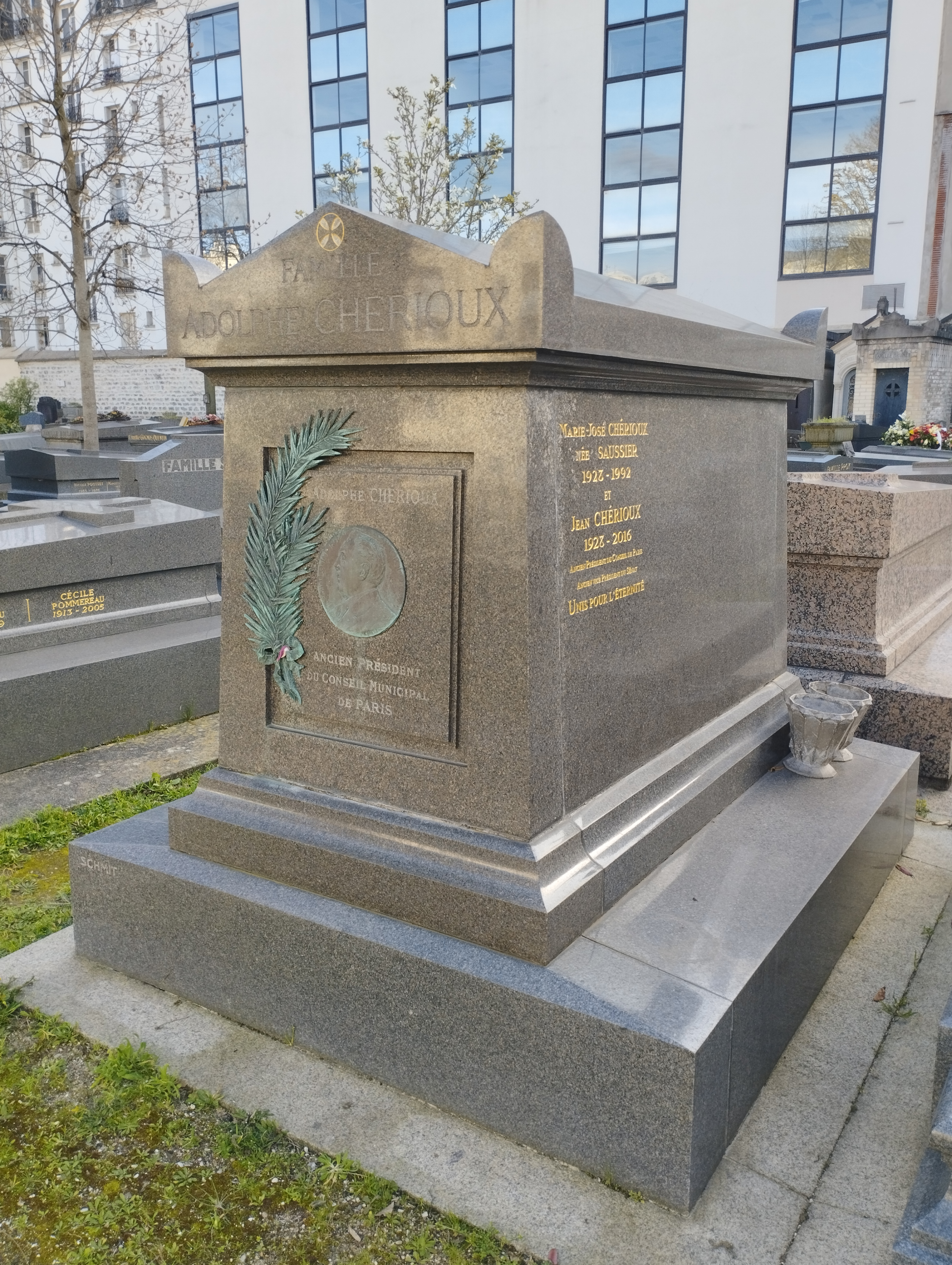
Tombe de Jean et Adolphe Chérioux au cimetière de Vaugirard (division 6).

Il a fait partie de la commission mixte paritaire du projet de loi Roudy du 31 décembre 1982 pour l'IVG, prévoyant notamment la gratuité de l'avortement, auquel il s'oppose mais qui finit par être adopté. En 1995, avec d'autres sénateurs RPR et UDF, il soutient un amendement qui prévoit « de faire bénéficier de l'amnistie les personnes ayant exprimé pacifiquement et sans violence leur opposition à l'avortement » ; il déclare à cette occasion : « il n'y a pas de droit à l'avortement ». Concernant la création du PACS en 1999, principalement destiné aux couples homosexuels, il dénonce la « légalisation d'une perversion de la nature ».
Il crée également en 1992 la Fondation Marie-José Chérioux, du nom de sa femme, victime du SIDA, afin d'accompagner les malades.
Lors du conseil municipal du 15e arrondissement suivant sa mort, le maire Philippe Goujon rend un hommage à Jean Chérioux et propose de renommer le square de la place Adolphe-Chérioux, « square Jean-Chérioux », proposition acceptée par la maire de Paris, Anne Hidalgo.
Il est inhumé au cimetière de Vaugirard (division 6).

## Détail des fonctions et des mandats

### Mandats municipaux
- 1971 - 2001 : conseiller municipal du 15e arrondissement de Paris
- 1971 - 1972 : président du conseil municipal de Paris
- 1977 - 1989 : adjoint au maire de Paris Jacques Chirac

### Mandat parlementaire
- 25 septembre 1977 - 30 septembre 2004 : sénateur de Paris
- 1986 - 1989 : vice-président du Sénat

## Décorations
- Officier de la Légion d'honneur (2005)[9]
- Officier de l'ordre national du Mérite
- Officier de l'ordre du Mérite agricole
- Knight Commander of the Royal Victorian Order (Grande-Bretagne)
- Commandeur de l'ordre de Saint-Grégoire-le-Grand (Saint-Siège) avec plaque
- Commandeur du Mérite de l'ordre souverain de Malte
- Chevalier de l'ordre équestre du Saint-Sépulcre de Jérusalem (Saint-Siège).